# Холијачка Лука
Холијачка Лука је пусто насеље у општини Вишеград, Република Српска, БиХ. До 1981. године било је део насеља Холијаци.

## Становништво
Према попису становништва из 1991. године, мјесто је било пусто.
| Демографија- | Демографија- | Демографија- |
| Година       | Становника   | Становника   |
| ------------ | ------------ | ------------ |
| 1981.        | 0            |              |
| 1991.        | 0            |              |